# Dieter Eilts
Dieter Eilts (født 13. december 1964 i Upgant-Schott, Vesttyskland) er en tidligere tysk fodboldspiller, der tilbragte hele sin aktive karriere, fra 1985 til 2002, som midtbanespiller hos Werder Bremen. Han spillede med klubben 390 Bundesliga-kampe, og var med til at vinde to tyske mesterskaber,DFB-Pokaltitler samt Pokalvindernes Europa Cup. 
Eilts var desuden en del af det tyske landshold der vandt guld ved EM i 1996 i England. Han nåede i alt at spille 31 landskampe.
Efter sit karrierestop var Eilts i fire år træner for det tyske U-21 landshold, og efterfølgende i en enkelt sæson for Hansa Rostock.

## Titler
Bundesligaen
- 1988 og 1993 med Werder Bremen

DFB-Pokal
- 1991, 1994 og 1999 med Werder Bremen

Pokalvindernes Europa Cup
- 1992 med Werder Bremen

EM
- 1996 med Tyskland